# Krutla
Krutla – osada w Polsce położona w województwie wielkopolskim, w powiecie wolsztyńskim, w gminie Wolsztyn, przy trasie drogi wojewódzkiej nr 315.
Krutla, położona w Prusach Południowych nadana została w latach 1796-1797 majorowi von Hünerbeinowi. W okresie Wielkiego Księstwa Poznańskiego (1815-1848) miejscowość wzmiankowana jako folwark Kruta należała do wsi mniejszych w ówczesnym powiecie babimojskim rejencji poznańskiej. Folwark Kruta należał do wolsztyńskiego okręgu policyjnego tego powiatu i stanowiły część majątku Obra, który należał do Dziembowskiego. Według spisu urzędowego z 1837 roku folwark Kruta liczył 37 mieszkańców, którzy zamieszkiwali 6 dymów (domostw).
W latach 1975–1998 miejscowość administracyjnie należała do województwa zielonogórskiego.